# Listă de filme de groază din 2000
Aceasta este o listă de filme de groază din 2000.
| Titlu                                                       | Regizor              | Distribuție                                                            | Țara                                                                               | Note                   |
| ----------------------------------------------------------- | -------------------- | ---------------------------------------------------------------------- | ---------------------------------------------------------------------------------- | ---------------------- |
| American Psycho                                             | Mary Harron          | Christian Bale,Willem Dafoe,Jared Leto                                 | Statele Unite ale Americii                                                         | [ 1 ]                  |
| Bless the Child                                             | Chuck Russell        | Kim Basinger, Christina Ricci, Holliston Coleman                       | Statele Unite ale Americii                                                         | [ 2 ]                  |
| Blood: The Last Vampire                                     | Hiroyuki Kitakubo    |                                                                        | Japonia                                                                            | [ 3 ]                  |
| Book of Shadows: Blair Witch 2                              | Joe Berlinger        | Erica Leerhsen, Tristine Skyler, Stephen Barker Turner                 | Statele Unite ale Americii                                                         | [ 4 ]                  |
| The Massacre of the Burkittsville 7: The Blair Witch Legacy | Ben Rock             |                                                                        | Statele Unite ale Americii                                                         | [ 5 ]                  |
| The Calling                                                 | Richard Caesar       | Laura Harris, John Standing                                            | Statele Unite ale Americii                                                         | [ 6 ]                  |
| Cherry Falls                                                | Geoffrey Wright      | Brittany Murphy, Jay Mohr, Michael Biehn                               | Statele Unite ale Americii                                                         | [ 7 ]                  |
| Citizen Toxie: The Toxic Avenger IV                         | Lloyd Kaufman        | Ron Jeremy, Jasi Cotton Lanier, Debbie Rochon                          | Statele Unite ale Americii                                                         | [ 8 ]                  |
| The Convent                                                 | Mike Mendez          | Adrienne Barbeau                                                       | Statele Unite ale Americii                                                         | [ 9 ]                  |
| Crocodile                                                   | Tobe Hooper          | Mark McLachlan, Caitlin Martin, Summer Knight                          | Statele Unite ale Americii                                                         | [ 10 ]                 |
| Cut                                                         | Kimble Rendall       | Molly Ringwald, Tiriel Mora, Kylie Minogue                             | Australia                                                                          | [ 11 ]                 |
| Deadfall                                                    | Vince Di Meglio      | Kristin Leigh, Melissa Di Meglio, Paul Di Meglio                       | Statele Unite ale Americii                                                         | [ 12 ]                 |
| Deep in the Woods                                           | Lionel Delplanque    | Clotilde Courau, Clément Sibony, Alexia Stresi                         | Franța                                                                             | [ 13 ]                 |
| The Demon Within                                            | Ian Merrick          | Jeff Fahey, Katie Wright, Emmanuelle Vaugier                           | Statele Unite ale Americii                                                         | [ 14 ]                 |
| Dial D for Demons                                           | Billy Tang Hin-Shing | Jordan Chan, Joey Meng, Lee Ann, Terence Yin, Alice Chan, Winnie Leung | Hong Kong                                                                          | [ 15 ] [ 16 ]          |
| Dracula 2000                                                | Patrick Lussier      | Gerard Butler, Christopher Plummer, Jonny Lee Miller                   | Statele Unite ale Americii                                                         | [ 17 ]                 |
| Drainiac!                                                   | Brett Piper          | Georgia Hatzis, Ethan Krasnoo, Samara Doucette                         | Statele Unite ale Americii                                                         | [ 18 ]                 |
| Final Destination                                           | James Wong           | Devon Sawa, Ali Larter, Seann William Scott                            | Statele Unite ale Americii                                                         | [ 19 ]                 |
| Ginger Snaps                                                | John Fawcett         | Emily Perkins, Katharine Isabelle, Kris Lemche                         | Canada                                                                             | [ 20 ]                 |
| Hellraiser: Inferno                                         | Scott Derrickson     | Craig Sheffer, Nicholas Turturro, Doug Bradley                         | Statele Unite ale Americii                                                         | [ 21 ]                 |
| Hollow Man                                                  | Paul Verhoeven       | Kevin Bacon, Elisabeth Shue, Josh Brolin                               | Statele Unite ale Americii                                                         | Science fiction horror |
| The Irrefutable Truth About Demons                          | Glenn Standring      | Karl Urban, Katie Wolfe                                                | Noua Zeelandă                                                                      | [ 23 ]                 |
| Ju-on 1                                                     | Takashi Shimizu      | Yuurei Yanagi, Ryôta Koyama, Kazushi Andô                              | Japonia                                                                            | [ 24 ]                 |
| Ju-on 2                                                     | Takashi Shimizu      | Makoto Ashikawa, Yûko Daike, Kaori Fujii                               | Japonia                                                                            | [ 25 ]                 |
| Killjoy                                                     | Craig Ross Jr.       | Lee Marks, William L. Johnson, Jamal Grimes                            | Statele Unite ale Americii                                                         | [ 26 ]                 |
| Leprechaun: In the Hood                                     | Rob Spera            | Warwick Davis, Ice-T                                                   | Statele Unite ale Americii                                                         | [ 27 ]                 |
| Lost Souls                                                  | Janusz Kamiński      | Winona Ryder, Ben Chaplin, Sarah Wynter                                | Statele Unite ale Americii                                                         | Supernatural horror    |
| They Nest                                                   | Ellory Elkayem       | Thomas Calabro, Shaina Tianne Unger, John Savage                       | Statele Unite ale Americii                                                         | [ 29 ]                 |
| Pitch Black                                                 | David Twohy          | Vin Diesel, Radha Mitchell, Cole Hauser                                | Statele Unite ale Americii                                                         | [ 30 ]                 |
| Prison of the Dead                                          | Julin Breen          | Alicia Arden, Patrick Flood, Debra Mayer                               | Statele Unite ale Americii                                                         | [ 31 ]                 |
| Psycho Beach Party                                          | Robert Lee King      | Lauren Ambrose, Thomas Gibson, Kimberley Davies                        | Statele Unite ale Americii                                                         | Comedy horror          |
| Python                                                      | Richard Clabaugh     | Robert Englund, Jenny McCarthy, Casper Van Dien                        | Statele Unite ale Americii                                                         | [ 33 ]                 |
| School Day of the Dead                                      | Tetsuo Shinohara     | Thane Camus, Masaya Katô, Yôzaburô Itô                                 | Japonia                                                                            | [ 34 ]                 |
| Scream 3                                                    | Wes Craven           | David Arquette, Neve Campbell, Courteney Cox Arquette                  | Statele Unite ale Americii                                                         | [ 35 ]                 |
| Shadow of the Vampire                                       | E. Elias Merhige     | John Malkovich, Willem Dafoe, Cary Elwes                               | Statele Unite ale Americii · Regatul Unit al Marii Britanii și al Irlandei de Nord | [ 36 ]                 |
| Shriek If You Know What I Did Last Friday the Thirteenth    | John Blanchard       | Tiffani Amber Thiessen, Coolio, Julie Benz                             | Statele Unite ale Americii                                                         | Horror comedy          |
| Supernova                                                   | Thomas Lee           | James Spader, Angela Bassett, Robert Forster                           | Statele Unite ale Americii                                                         | Science fiction horror |
| Subconscious Cruelty                                        | Karim Hussain        | Brea Asher, Eric Pettigrew                                             | Canada                                                                             | [ 39 ]                 |
| Tomie: Replay                                               | Tomijiro Mitsuishi   | Yoshiko Yura, Kumija Kim, Ken'ichi Endô                                | Japonia                                                                            | [ 40 ]                 |
| Urban Legends: Final Cut                                    | John Ottman          | Jennifer Morrison, Matthew Davis, Hart Bochner                         | Statele Unite ale Americii                                                         | [ 41 ]                 |
| Uzumaki                                                     | Higuchinsky          | Ren Osugi, Hinako Saeki                                                | Japonia                                                                            | [ 42 ]                 |
| Vampire Hunter D: Bloodlust                                 | Yoshiaki Kawajiri    | Hideyuki Tanaka, Ichirô Nagai, Megumi Hayashibara                      | Japonia                                                                            | [ 43 ]                 |
| Versus                                                      | Ryuhei Kitamura      | Tak Sakaguchi, Hideo Sakaki, Chieko Misaka                             | Japonia                                                                            | [ 44 ]                 |
| Voodoo Academy                                              | David DeCoteau       | Chad Burris, Ben Indra, Debra Mayer                                    | Statele Unite ale Americii                                                         | [ 45 ]                 |
| Wild Zero                                                   | Tetsuro Takeuchi     | Guitar Wolf                                                            | Japonia                                                                            | [ 46 ]                 |
| Witchcraft XI: Sisters in Blood                             | Ron Ford             | Mikul Robins, Anita Page, Mark Shady                                   | Statele Unite ale Americii                                                         | [ 47 ]                 |